# Coupe de France 1917/18
Der Wettbewerb um die Coupe de France in der Saison 1917/18 war die erste Ausspielung des französischen Fußballpokals für Männermannschaften. Sie fand mitten während des Ersten Weltkriegs statt; deshalb nahmen Mannschaften aus dem zu Deutschland gehörenden Elsass und Teilen Lothringens daran ebenso wenig teil wie solche aus den vom Krieg besonders betroffenen nördlichen und östlichen Regionen.
Für diesen Wettbewerb meldeten 48 Vereine; davon gehörten 26 der Union des sociétés françaises de sports athlétiques (USFSA), zwölf der kirchlichen Fédération Gymnastique et Sportive des Patronages Français (FGSPF), neun der Ligue de Football Association (LFA) und einer der Fédération Cycliste et Athlétique de France (FCAF) an. Der einheitliche Landesverband Fédération Française de Football (FFF) entstand erst 1919 (Genaueres siehe auch hier). Erster Gewinner des Pokals – dieser trug bei den ersten beiden Austragungen den Namen Coupe Charles Simon, benannt nach einem an der Front gefallenen Sportler und Verbandsfunktionär – wurde der Pariser Klub Olympique Pantin, der in der USFSA organisiert war.
16 Mannschaften, darunter elf aus Paris, erhielten für die erste Runde ein Freilos, die 32 anderen bestritten eine Qualifikationsrunde. Eine Pokalkommission setzte rundenweise sämtliche Begegnungen fest, wobei – unter den Kriegsbedingungen nicht unlogisch – Fragen der Reisedistanzen im großflächigen Frankreich ebenso eine Rolle spielten wie die Qualität der an den jeweiligen Orten vorhandenen Spielstätten und der Infrastruktur. Dabei wurde auch das Heimrecht festgelegt. Endete eine Begegnung nach Verlängerung unentschieden, wurde ein Wiederholungsspiel ausgetragen.

## 1. Runde
Spiele zwischen 7. und 21. Oktober 1917
| - CA Vitry – Paris British Aviation FC 2:3 (a) - USA Clichy – Avenir Gentilly 4:1 - UA Cognac – VGA du Médoc 1:0 - Raincy Sports – CA Boulogne-sur-Seine 4:3 - CO Saint-Chamond – AS Lyon 2:4 - Lyon OU – Éveil Sportif Dijon 4:1 - ES Mont-de-Marsan – ISC Toulouse 3:1 - Légion Saint-Michel – US Voltaire Paris 8:0 | - Paris Star – London County SC 3:1 - Racing Club de France – Margarita Club Vésinet 7:0 - Standard AC Paris – Championnet Sport 5:1 - La Tour d’Auvergne Rennes – Entente Rennaise 8:0 - Alliance Vélo Sportive Auxerre – AJ Auxerre 6:1 - Jeunes Chaumont – SS Stade Jean-Macé Troyes 1:3 - Olympique Marseille – Herculis Monaco 7:0 - Cadets de Bretagne Rennes – US Le Mans nicht ausgetr. (b) |

## Sechzehntelfinale
Spiele zwischen 4. und 25. November 1917
| - Légion Saint-Michel – Olympique Pantin 1:4 - Stade Rennes – Cadets de Bretagne Rennes 3:1 - Le Havre AC – Racing Club de France 0:5 - Étoile des Deux Lacs – Gallia Club Paris 2:1 - Club Français Paris – Standard AC Paris 2:2 n. V., 5:1 - AS Brest – La Tour d’Auvergne Rennes 4:1 - AS Française Paris – USA Clichy 13:0 - Paris Star – Patronage Olier 2:1 | - CASG Paris – Stade Français Paris 5:0 - ES Mont-de-Marsan – UA Cognac 5: 1 - Olympique Marseille – CS des Terreaux Lyon 2:0 - Alliance Vélo Sportive Auxerre – Lyon OU 2:3 - FC Lyon – AS Lyon 2:2 n. V., 1:1 n. V., 5:0 - Raincy Sports – CA Vitry 7:0 - CA Paris – CA du XIVe Arrondissement 6:1 - US Suisse Paris – SS Stade Jean-Macé Troyes 15:0 |

## Achtelfinale
Spiele am 2. Dezember 1917
| - Stade Rennes – AS Brest 7:3 - Racing Club de France – CA Paris 4:1 - Club Français Paris – US Suisse Paris 3:1 - AS Française Paris – Étoile des Deux Lacs 8:1 | - CASG Paris – Paris Star 11:0 - ES Mont-de-Marsan – Raincy Sports 0: 2 - Olympique Marseille – FC Lyon 0:2 - Lyon OU – Olympique Pantin 1:5 |

## Viertelfinale
Spiele am 3. Februar 1918
| - FC Lyon – Stade Rennes 2:1 - Olympique Pantin – Club Français Paris 3:2 | - AS Française Paris – Racing Club de France 4:2 - CASG Paris – Raincy Sports 4:1 |

## Halbfinale
Spiele am 3. März 1918
| - FC Lyon – AS Française Paris 1:0 | - Olympique Pantin – CASG Paris 2:1 |

## Finale
Spiel am 5. Mai 1918 im Stade de la Légion Saint-Michel in Paris vor 2.000 Zuschauern
- Olympique Pantin – FC Lyon 3:0 (2:0)

### Mannschaftsaufstellungen
Auswechslungen waren damals nicht möglich; die Vereine hatten in dieser Zeit noch keine Trainer.
Olympique Pantin: René Decoux – Théo Van Roey, Louis Lambrechts – Henk van Steck, Charles Olivan, Julien Lina – Jules Dewaquez, Paul Landauer, Louis Darques , Émile Fiévet, Henri Delouys
FC Lyon: Paul Weber – André Bellon, Louis Orvain – Louis Allemand, Roger Ebrard , Maurice Meunier – Alexis Soulignac, Jacques Salmson, Henri Bard, André Weber, Richard (oder Richer)
Schiedsrichter: Jacques Bataille (Paris)

### Tore
1:0 Fiévet

2:0 Fiévet

3:0 Darques

### Besondere Vorkommnisse
Beide Mannschaften waren personell davon betroffen, dass diese erste einer langen Reihe von Pokalfinalbegegnungen stattfand, während der Weltkrieg insbesondere auf französischem Boden noch in vollem Gang war. So standen in Pantins Reihen mehrere belgische Soldaten, und bei Lyon musste der etatmäßige Torhüter Carlos Mutty durch den Angreifer Paul Weber ersetzt werden. Mutty hatte als Angehöriger der Fremdenlegion einen Marschbefehl an die Front erhalten, und obwohl sein Verein versuchte, einen Aufschub zu erwirken, stand für Mutty außer Frage, dass er dem Befehl folgen werde. Er fiel dann Ende August 1918, gut zwei Monate vor dem Ende der Kampfhandlungen, an der Somme in der Schlacht bei Amiens.
Der Schiedsrichter des Endspiels wurde erst kurz vor Anpfiff ausgelost; dabei hatte Jacques Bataille, der der Ligue de Football Association angehörte, mehr Glück als sein Kollege Fougerons vom Konkurrenzverband Union des sociétés françaises de sports athlétiques.
In diesem Finale verschoss Olympiques Kapitän Darques kurz vor der Halbzeitpause einen Elfmeter. Zudem verwies Bataille den Torhüter des Pariser Stadtteilvereins des Feldes, nachdem dieser André Weber mit der Faust ins Gesicht geschlagen hatte, nahm seine Entscheidung allerdings auf Intervention von Lyons Spielführer Ebrard zurück.